# 장군님 축지법 쓰신다
《장군님 축지법 쓰신다》(將軍님 縮地法 쓰신다)는 왕재산경음악단의 정렬 작사, 김운룡 작곡의 조선민주주의인민공화국의 선전가요이다. 1996년 조선민주주의인민공화국에서 제작된 김정일 찬양요로, 가사는 주로 김정일이 김일성도 쓰던 축지법을 쓴다는 내용으로 이루어져 있다.
대한민국의 인터넷 상에서 각종 패러디 소재로 삼는 노래 중 하나이며 통합진보당 사이트 해킹 당시에도 이 노래가 사용되었다. 대한민국의 국가보안법에서는 이를 북 정권을 찬양하는 노래로 규정하고 있기 때문에 이를 선전, 배포하는 것을 금지하고 있지만 주로 비판적 의도에서 나오는 패러디가 제재받는 경우는 사실상 없다.

## 배경
이 노래는 김정일과 그의 아버지 김일성이 축지법(縮地法)을 사용할 수 있다고 주장하는데, "땅을 수축시키는" 것을 의미하며 빠른 움직임과 순간이동의 신화적 기술을 묘사한다. 이 이야기는 전쟁 이전으로 거슬러 올라가는데, 김일성을 포함한 한국 게릴라 전사들이 독립 전쟁 동안 일본군에서 탈출하기 위해 이 능력을 사용했다는 전설에서 가져왔다.
이는 김정은이 여행할 때 좋은 날씨를 가져올 수 있다는 주장과 함께 김정일 시대 이후 지도자들을 신격화하고 찬양하기 위해 사용된 많은 방법 중 하나였다. 그러나 2019년 김정은은 선전원들에게 지도자에 대한 신비화를 멀리하라고 지시했다. 그의 아버지가 그런 초자연적인 찬사로 대중과 거리를 두었던 반면, 현 최고지도자는 친근하고 친밀한 이미지를 만들기 위해 노력했던 그의 할아버지 김일성을 모방하는 것을 선택한다.

## 반응
조선민주주의인민공화국 지도자 김정일을 찬양하기 위해 만들어졌음에도 불구하고 이 노래는 터무니없는 주제 때문에 대한민국에서 밈과 패러디의 소스가 되었다. 조선민주주의인민공화국 정권을 찬양하는 것은 대한민국 법에서 범죄이지만, 이 노래와 그 패러디의 사용은 풍자로 인식되고 있다.
2012년 통합진보당 웹사이트가 해킹당했을 때 이 노래를 메인 페이지에 배경음악으로 사용했다.
2020년 조선로동당 기관지 로동신문은 김일성이 1945년 일본군과 싸울 때 사용한 축지법의 실체를 부인하는 기사를 실었다.
사실 사람이 있다가 없어지고 없어졌다가 다시 나타나며 땅을 주름잡아다닐수는 없는것이다.우리가 항일무장투쟁시기에 발톱까지 무장한 강도 일제와 싸워이길수 있은것은 인민대중의 적극적인 지지와 방조를 받았기때문이다.만일 《축지법》이 있다면 그것은 인민대중의 《축지법》일것이다.

이 기사는 대한민국과 국제 언론들에 의해 김정은이 1년 전 제공한 지침에 따라 북한 지도자들의 초자연적인 신비화에서 한 발 물러설 수 있는 것으로 해석했다. 그러나 작은 차이가 있는 같은 기사는 이미 2015년, 2018년에도 같은 조선민주주의인민공화국 신문이 아무런 언론의 관심도 받지 못한 채 실렸다.

## 같이 보기
- 북한의 개인숭배